# Timur Batrutdinov
Timur (Caștan) Batrutdinov (nume real - Timur Takhirovici Batrutdinov (din tătară Тимур Таһир улы Бәдретдинов; n. 11 februarie 1978, Voronovo⁠(d), Q131671178⁠(d), RSFS Rusă, URSS), este un umorist și comedian rus, prezentator TV, actor de film și televiziune. Unul dintre foștii participanți KVN. Resident Comedy Club.

## Biografie
Timur Batrutdinov s-a născut într-o famiie tătaro-rusă pe 11 februarie 1978 în satul Voronovo, districtul Podolsk, regiunea Moscova. Apoi a locuit cu familia în Șiucinsk, un oraș stațiune subordonat regional, districtului Burabai, regiunea Akmola, Kazahstan. Și-a petrecut copilăria în Baltiisk , regiunea Kaliningrad. Tatăl - Tahir Husainovici, inginer; mama - Natalia Evgenievna, economist; soră - Tatiana Slavnova (Batrutdinova).
De le șase ani a frecventat la școala secundară din Voronovo. În 2000 absolvit Universitatea de Stat de Economie și Finanțe din Sankt Petersburg la Facultatea de Economia Muncii și Managementul Personalului. Imediat după facultate, a fost recrutat pentru un an la serviciul militar în Corpul de semnalizare.

## KVN
În clubul studențesc al universității, a participat la numeroase scenete, a jucat pentru echipa KVN „FinEka”, a scris scenarii pentru selecționata KVN Sankt Petersburg.
După serviciu militar, a fost angajat al companiei PSA Peugeot Citroën din Moscova pe specialitatea sa, însă a renunțat la funcție, acceptând oferta de participare în echipa KVN „Tineretul fără viitor”, unde s-a sudat prietenia sa cu Garik Harlamov, care ulterior a dat naștere unui duet umoristic extrem de fertil.
În 2023, a participat la 1/8 de finală, 1/4 de finală și 1/2 de finală ale Ligii Majore KVN 2023 în calitate de prezentator.

## Televiziune
Pe 23 aprilie 2005 pe canalul televizat TNT se relansează emisiunea comică „Comedy Club”, cu participarea lui Timur (Caștan) Batrutdinov și a prietenului, coechipierului și partenerului său de duet - Garik (Buldog) Harlamov.
Cel mai popular participant la Comedy Club al anului 2009, conform site-ului People Choice: a obținut 53% din simpatia publicului, cu mult înaintea celorlalți participanți (Garik Harlamov a adunat 14%, Pavel Volya - 11%, Garik Martirosyan - 9%, Alexander Revva - 5%) 5. Însă ulterior și-a pierdut din popularitate, cariera sa umoristică desfășurându-se mereu în umbra lui Harlamov.
- 2004 - canalul Muz-TV, emisiunea „Salut, Kukuevo!”, prezentator
- 2008 - canalul Pervîi Canal, emisiunea „Circul cu stelele”, participant și premiant a publicului, conform rezultatelor proiectului
- 2009 - canalul Pervîi Canal, emisiunea „Butov de Sud”, participant
- 2010 - canalul Discovery Russia, emisiunea „Supraviețuind împreună”, participant în duet cu Garik Harlamov[3]
- 2013 - canalul TNT, serialul „HB”, actor în duet cu Garik Harlamov
- 2014 - canalul Pervîi Canal, emisiunea „Epoca de Gheață”, participant în duet cu Albena Denkova
- 2015 - canalul TNT, emisunea „Burlacul”, personaj principal
- 2016 - canalul Rusia-1, emisiunea „Dansând cu vedele”, participant în pereche cu Ksenia Pojilenkova
- 2021 - canalul NTV, emisiunea „Masca”, finalist cu locul 4 al celui de-al doilea sezon în înfățișarea unui iepure.
- 2021 - canalul NTV, emisiunea „Showmaskogon”, coprezentator
- 2022 - canalul NTV, emisiunea „Masca”, membru al juriului în cel de-al treilea sezon
- 2022 - canalul NTV, emisiunea „Avatar Show”[4], membru al juriului
- 2023 - Ligia Majoră KVN 2023, prezentator
- 2023 - canalul NTV, emisiunea „Masca”, participant invitat cu ocazia omagierii Valeriei.
- 2023 - canalul TNT, emisiunea „Supraviețuind în Dubai”, participant
- 2023 - canalul TV-3, emisiune „Cânți Formidabil”, coprezentator împreună cu Olga Seryabkina[5]

## Filmografie

### Actor
- 2002 - Cuțitu-n cer - paznic parcare subterana
- 2005-2007 - Club - Grișa Luzer
- 2005 - <a href="./Sașa+Mașa" rel="mw:WikiLink">Sașa+Mașa</a> - cameo
- 2006 - Porcul meu - Batruha
- 2006 - Fericiți împreună - prietenul Svetei Bukina
- 2009 - Galîgin.ru - Timur
- 2009 - Doi Antoni - Anton Krutov
- 2009 - Cel mai fain film 2 - actorul
- 2011 - Eralaș (nr.249 „Bărbații adevărați joacă hochei”) - tatăl băiatului
- 2012 - Zaițev+1 - cameo
- 2013 - Prietenii prietenilor - Denis
- 2014 - Sașa Tania (episodul 50) - cameo
- 2015 - Horoscop pentru noroc — Lioha
- 2015 - Depravații, sau Dragostea-i rea - Filipp, drumeț, prietenul lui Slava
- 2015 - Barman - petrecăreț de club
- 2018 - Zomboiașcik - agentul sub acoperire deconspirat/ actorul principal al serialului „Mustața dragostei” / detectivul
- 2020 - Familie ideală - Ilya Blizkii
- 2021 - Love - Yuri
- 2022 - Autoironia sorții - Jenya Lukașin[6]
- 2023 - Mendelssohn - Ivan[7][8][9]
- 2023 - Bietul oligarh-2 - Dmitri Kuzin[10]
- 2023 - Bukinii - Denis, fostul soț al Svetei
- 2023 - Țarul Ivan schimbă totul - Ivan Vasilievici Bunșa / Țarul Ivan cel Groaznic

### Dublor
- 2008 - Horton - Horton elefantul[11]
- 2009 - Te iubesc, Phillip Morris - Steve (Jim Carrey)[11]
- 2014 - Urșii Vecini 3D - urșii Briar și Bramble[12]
- 2015 - Bogatîrșa - capul stâng al Zmăului Gorînîci
- 2017 - Angie Tribeca - Jay Giles (Hayes MacArthur) (sez.1, sonorizare pt TNT4)[13]

## Viața privată
Niciodată căsătorit.
În 2015, a participat la emisiunea „Burlacul” a canalulului TNT, în finala căreia a ales-o ca mireasă pe Daria Kananuha, însă la trei luni de la terminarea proiectului mirii s-au despărțit.